# Jesper Waldersten
Jesper Waldersten, född 30 juni 1969 i Botkyrka församling, Stockholms län, är en svensk konstnär som arbetar i flera discipliner, bland annat måleri, fotografi och grafik. Som tecknare är han bland annat känd för sina illustrationer i Dagens Nyheter.
Jesper Waldersten är son till musikproducenten Bo Waldersten, grundare av bandet Bamboo. Jesper Walderstens illustrationer har under många år setts i Dagens Nyheter. Han har även illustrerat för Månadsjournalen, Berwaldhallen och har gjort skivomslag. Hans verk har visats på flera utställningar, däribland Galleri Charlotte Lund i Stockholm, Grafikens Hus, Färgfabriken, Kulturhuset, Cecilia Hillström Gallery och Fotografiska. Waldersten har arbetat som art director och har även regisserat en musikvideo åt Ane Brun. 2012 släpptes hans bok Kent Waldersten – Lägg er inte i! i samarbete med musikgruppen Kent. Boken utkom i samband med Kents albumsläpp av Jag är inte rädd för mörkret och innehåller fotografier, texter, collage och teckningar skapade av Waldersten under inspelningen av skivan.
Jesper Waldersten har kallats för en av Sveriges mest populära illustratörer och konstnärer. Han har illustrerat böcker, bland annat en nyutgåva av Bröderna Lejonhjärta samt åt Lennart Hellsing, men även gett ut flera egna böcker. 2003 kom hans första barnbok Godnattfnatt. Waldersten 365 är resultatet av ett projekt där han varje dag under ett helt år skapade minst en unik bild som publicerades på hans hemsida. Boken belönades med priset Svensk Bokkonst 2011.